# Dois Irmãos das Missões
Dois Irmãos das Missões egy község (município) Brazíliában, Rio Grande do Sul állam északi részén, az úgynevezett Misszió-vidéken. 2021-ben becsült népessége 1992 fő volt.

## Elnevezése
A helyet kezdetben Rincão da Saudade néven ismerték. A Dois Irmãos (két testvér) nevet José Benoni do Amaral és Tereza Bety Amaral Martins tiszteletére kapta, akik elsőként szereztek itt telkeket, megalapítva a közösséget. A das Missões (missziói, misszionárius) jelzőt a község függetlenedése alkalmával csatolták hozzá, mivel az államban már volt egy Dois Irmãos nevű község. A jelző az úgynevezett Região das Missões vidékre utal (Rio Grande do Sul északnyugati része, ahol Dois Irmãos is fekszik), ahol spanyol jezsuiták missziókat alapítottak a guarani indiánok megtérítésére a 17−18. században.

## Története
A hagyomány szerint már a gyarmati határok kijelölése előtt is éltek itt portugál bevándorlók, akik erdőirtásokon földet műveltek és szarvasmarhát tenyésztettek. A gyéren lakott helyet 1974-ben nyilvánították Erval Seco község kerületévé. 1992-ben függetlenedett, és 1993-ban önálló községgé alakult.

## Leírása
Székhelye Dois Irmãos das Missões, további kerületei nincsenek. 501 méter magasan fekszik, 34 kilométerre a legközelebbi nagyobb településtől, Palmeira das Missõestől. Gazdasága teljes egészében a mezőgazdaságra összpontosul (búza, szója termesztése).